# Hardwired...To Self-Destruct
«Hardwired… To Self-Destruct» (укр. «Запрограмовані... на самознищення») — десятий студійний альбом американського треш-метал-гурту Metallica, що вийшов як подвійний альбом 18 листопада 2016 року на власному незалежному лейблі музикантів Blackened Recordings. Альбом вийшов через 8 років після виходу Death Magnetic (2008) — це найбільша перерва між двома послідовними альбомами за всю історію гурту. Також, це перший альбом з 1983 року, на якому Кірк Гемметт не брав участі у написанні текстів для пісень.
Він став шостим поспіль студійним альбомом гурту, який дебютував під номером один у Billboard 200, продавши 291 000 альбомних еквівалентів одиниць за перший тиждень і очолиши чарти в 57 країнах. Перше місце в рейтингу означало другий випадок в історії, коли будь-який гурт будь-якого жанру мав шість поспіль дебютів на першому місці, першою такою групою була Dave Matthews Band. Hardwired... to Self-Destruct отримав загалом позитивні відгуки від критиків, у 2020 році Ларс Ульріх назвав його своїм улюбленим альбомом Metallica.

## Про альбом
Назва альбому, список пісень і кліп на першу композицію вийшли гуртом 18 серпня 2016 року. Продюсером альбому став Грег Фідельман, який працював над попереднім альбомом гурту. До альбому увійшло 12 композицій . Продажі нової платівки розпочались 18 листопада 2016 року.

## Список композицій
Список композицій
| Диск 1 | Диск 1                | Диск 1     |
| #      | Назва                 | Тривалість |
| ------ | --------------------- | ---------- |
| 1.     | «Hardwired»           | 3:09       |
| 2.     | « Atlas, Rise!»       | 6:31       |
| 3.     | «Now That We're Dead» | 6:59       |
| 4.     | «Moth Into Flame»     | 5:50       |
| 5.     | «Dream No More»       | 6:29       |
| 6.     | «Halo on Fire»        | 8:15       |
| 37:13  |                       |            |

| Диск 2 | Диск 2               | Диск 2     |
| #      | Назва                | Тривалість |
| ------ | -------------------- | ---------- |
| 1.     | «Confusion»          | 6:41       |
| 2.     | «ManUNkind»          | 6:55       |
| 3.     | «Here Comes Revenge» | 7:17       |
| 4.     | «Am I Savage?»       | 6:29       |
| 5.     | «Murder One»         | 5:45       |
| 6.     | «Spit Out the Bone»  | 7:09       |
| 40:16  |                      |            |

| Deluxe видання | Deluxe видання | Deluxe видання                   |
| #              | Назва | Тривалість                       |
| -------------- | --- | -------------------------------- |
| 1.             | «Lords of Summer» | 7:10                             |
| 2.             | «Ronnie Rising Medley" - "A Light in the Black" (Rainbow cover) - "Tarot Woman" (Rainbow cover) - "Stargazer" (Rainbow cover) - "Kill the King" (Rainbow cover)» | 9:03 - 0:35 - 2:13 - 1:34 - 4:41 |
| 3.             | «When a Blind Man Cries» (Deep Purple cover) | 4:35                             |
| 4.             | «Remember Tomorrow» (Iron Maiden cover) | 5:50                             |
| 5.             | «Helpless» (Diamond Head cover, live) | 3:08                             |
| 6.             | «Hit the Lights» (live) | 4:06                             |
| 7.             | «The Four Horsemen» (live) | 5:19                             |
| 8.             | «Ride the Lightning» (live) | 6:56                             |
| 9.             | «Fade to Black» (live) | 7:24                             |
| 10.            | «Jump in the Fire» (live) | 5:13                             |
| 11.            | «For Whom the Bell Tolls» (live) | 4:32                             |
| 12.            | «Creeping Death» (live) | 6:43                             |
| 13.            | «Metal Militia» (live) | 6:07                             |
| 14.            | «Hardwired» (live) | 3:30                             |
| 79:37          | |                                  |

## Учасники запису
- Джеймс Гетфілд — ритм-гітара, вокал
- Кірк Гемметт — соло-гітара
- Роберт Трухільйо — бас-гітара, бек-вокал (5)
- Ларс Ульріх — ударні

## Чарти
| Чарт (2016)                                          | Найвища позиція |
| ---------------------------------------------------- | --------------- |
| Argentine Albums (CAPIF)                             | 1               |
| Австралія Australian Albums (ARIA)                   | 1               |
| Австрія Austrian Albums (Ö3 Austria)                 | 1               |
| Бельгія Belgian Albums (Ultratop Flanders)           | 1               |
| Бельгія Belgian Albums (Ultratop Wallonia)           | 1               |
| Бразилія Brazilian Albums (ABPD)                     | 1               |
| Канада Canadian Albums (Billboard)                   | 1               |
| Croatian International Albums (HDU)                  | 1               |
| Чехія Czech Albums (ČNS IFPI)                        | 1               |
| Данія Danish Albums (Hitlisten)                      | 1               |
| Нідерланди Dutch Albums (MegaCharts)                 | 1               |
| Фінляндія Finnish Albums (Suomen virallinen lista)   | 1               |
| Франція French Albums (SNEP)                         | 1               |
| Німеччина German Albums (Offizielle Top 100)         | 1               |
| Греція Greek Albums (IFPI)                           | 1               |
| Угорщина Hungarian Albums (MAHASZ)                   | 2               |
| Ірландія Irish Albums (IRMA)                         | 1               |
| Італія Italian Albums (FIMI)                         | 4               |
| Japan Hot Albums (Billboard Japan)                   | 7               |
| Japanese Albums (Oricon)                             | 5               |
| Japanese International Albums (Oricon)               | 1               |
| Mexican Albums (Top 100 Mexico)                      | 1               |
| Нова Зеландія New Zealand Albums (Recorded Music NZ) | 1               |
| Норвегія Norwegian Albums (VG-lista)                 | 1               |
| Польща Polish Albums (ZPAV)                          | 1               |
| Португалія Portuguese Albums (AFP)                   | 1               |
| Шотландія Scottish Albums (OCC)                      | 2               |
| Південна Корея Korean Albums (GAON)                  | 31              |
| Південна Корея Korean International Albums (GAON)    | 1               |
| Іспанія Spanish Albums (PROMUSICAE)                  | 2               |
| Швеція Swedish Albums (Sverigetopplistan)            | 1               |
| Swiss Albums (Romandie)                              | 1               |
| Швейцарія Swiss Albums (Schweizer Hitparade)         | 1               |
| Велика Британія UK Albums (OCC)                      | 2               |
| Велика Британія UK Rock & Metal Albums (OCC)         | 1               |
| США Billboard 200                                    | 1               |
| США Independent Albums (Billboard)                   | 1               |
| США Top Hard Rock Albums (Billboard)                 | 1               |

| Chart (2018)                    | Peak position |
| ------------------------------- | ------------- |
| США Top Rock Albums (Billboard) | 1             |

| Чарт (2016)                              | Місце |
| ---------------------------------------- | ----- |
| Australian Albums (ARIA)                 | 12    |
| Austrian Albums (Ö3 Austria)             | 6     |
| Belgian Albums (Ultratop Flanders)       | 8     |
| Belgian Albums (Ultratop Wallonia)       | 33    |
| Danish Albums (Hitlisten)                | 46    |
| Dutch Albums (Album Top 100)             | 30    |
| French Albums (SNEP)                     | 47    |
| German Albums (Offizielle Top 100)       | 3     |
| Hungarian Albums (MAHASZ)                | 23    |
| Icelandic Albums (Plötutíóindi)          | 92    |
| Italian Albums (FIMI)                    | 41    |
| Mexican Albums (Top 100 Mexico)          | 4     |
| New Zealand Albums (RMNZ)                | 24    |
| Polish Albums (ZPAV)                     | 2     |
| South Korean International Albums (Gaon) | 24    |
| Spanish Albums (PROMUSICAE)              | 19    |
| Swedish Albums (Sverigetopplistan)       | 43    |
| Swiss Albums (Schweizer Hitparade)       | 10    |
| UK Albums (OCC)                          | 56    |
| Worldwide Albums (IFPI)                  | 4     |

| Чарт (2017)                        | Місце |
| ---------------------------------- | ----- |
| Australian Albums (ARIA)           | 93    |
| Austrian Albums (Ö3 Austria)       | 68    |
| Belgian Albums (Ultratop Flanders) | 37    |
| Belgian Albums (Ultratop Wallonia) | 80    |
| Canadian Albums (Billboard)        | 4     |
| Danish Albums (Hitlisten)          | 99    |
| German Albums (Offizielle Top 100) | 50    |
| Hungarian Albums (MAHASZ)          | 65    |
| Mexican Albums (Top 100 Mexico)    | 1     |
| Polish Albums (ZPAV)               | 38    |
| Spanish Albums (PROMUSICAE)        | 35    |
| Swiss Albums (Schweizer Hitparade) | 23    |
| US Billboard 200                   | 12    |
| US Top Rock Albums (Billboard)     | 1     |

| Чарт (2018)                    | Місце |
| ------------------------------ | ----- |
| Portuguese Albums (AFP)        | 120   |
| US Top Rock Albums (Billboard) | 47    |

| Чарт (2010–2019)               | Місце |
| ------------------------------ | ----- |
| US Billboard 200               | 158   |
| US Top Rock Albums (Billboard) | 32    |

## Сертифікації
| Регіон | Сертифікація  | Продажі   |
| --- | ------------- | --------- |
| Австралія (ARIA) | Золотий       | 35 000^   |
| Австрія (IFPI Austria) | 2× Платиновий | 30 000*   |
| Бельгія (BEA) | Платиновий    | 30 000*   |
| Канада (Music Canada) | 3× Платиновий | 240 000^  |
| Czech Republic (IFPI Czech Republic) | Платиновий    |           |
| Данія (IFPI Denmark) | Золотий       | 10 000    |
| Франція (SNEP) | Платиновий    | 100 000   |
| Німеччина (BVMI) | 2× Платиновий | 400 000   |
| Італія (FIMI) | Золотий       | 25 000*   |
| Мексика (AMPROFON) | 3× Платиновий | 180 000   |
| Нідерланди (NVPI) | Золотий       | 20 000    |
| Нова Зеландія (RIANZ) | Золотий       | 7500^     |
| Норвегія (IFPI Norway) | Золотий       | 10 000*   |
| Польща (ZPAV) | 4× Платиновий | 80 000    |
| Португалія (AFP) | Золотий       | 7500^     |
| Romania (UFPR) | 4× Платиновий | 100,000   |
| Південна Корея (KMCA) | Золотий       |           |
| Іспанія (PROMUSICAE) | Золотий       | 20 000    |
| Швеція (IFPI Sweden) | Платиновий    | 40 000    |
| Велика Британія (BPI) | Золотий       | 100 000   |
| США (RIAA) | Платиновий    | 1 000 000 |
| Підсумки |               |           |
| Worldwide | —             | 2,100,000 |
| *продажі, що базуються лише на сертифікаціях · ^відвантаження, що базуються лише на сертифікаціях · продажі+прослуховування, що базуються лише на сертифікаціях |               |           |